# Massimo Venturiello
Massimo Venturiello (Roccadaspide, 4 agosto 1957) è un attore, regista teatrale e doppiatore italiano.

## Biografia
Si diploma nel 1982 all'Accademia nazionale d'arte drammatica di Roma ed esordisce col Tito Andronico di Shakespeare diretto da Gabriele Lavia. Nel 2006 interpreta Cesare Carrano nella serie televisiva Distretto di Polizia 6, poi il commissario Angelo Mangano nella serie Il capo dei capi (2007), il colonnello Carlo Fulgeri nella serie Intelligence (2009) e l'avvocato Alcamo nella prima serie de Il sistema (2016).
Al cinema è stato diretto dai fratelli Taviani, Ettore Scola, Gabriele Salvatores, Nikita Michalkov, Beppe Cino, Giuseppe Bertolucci, Sergio Rubini e Carlo Lizzani.
In teatro è stato Masaniello nell'omonima pièce per la regia di Armando Pugliese, Mackie Messer ne L'opera da tre soldi per la regia di Pietro Carriglio, Gastone nella commedia di Ettore Petrolini di cui ha curato anche la regia. Ha adattato inoltre per il teatro Il grande dittatore di Charlie Chaplin di cui è stato protagonista e regista. Nel 2008 interpreta a teatro Zampanò ne La strada di Federico Fellini, di cui è anche regista. Nel 2011 interpreta lo spettacolo di teatro canzone "Musicanti" e nello stesso anno è protagonista e regista de Il borghese gentiluomo. Nel 2012 è regista e interprete del monologo Barberia di G. Clementi, accompagnato dall'orchestra di musica popolare di Favara.
Da doppiatore ha prestato la voce a vari attori: Gary Oldman, James Woods, Liam Neeson, Colin Firth, Richard Gere, Kurt Russell, John Turturro, Bruce Willis, Willem Dafoe, Julian Sands, Dennis Quaid, Christopher Lambert, Jeremy Irons e altri. È stato inoltre la voce di Kitt in Supercar nella seconda, terza e quarta stagione e la voce di Ade nel film di animazione Hercules.

## Vita privata
Venturiello è sposato dal 2024 con la cantante e attrice Tosca: i due si sono conosciuti durante la loro carriera teatrale e hanno collaborato insieme a numerosi spettacoli.

## Filmografia

### Cinema
- Mi manda Picone, regia di Nanni Loy (1983)
- La famiglia, regia di Ettore Scola (1987)
- Strana la vita, regia di Giuseppe Bertolucci (1987)
- I miei primi 40 anni, regia di Carlo Vanzina (1987)
- Good Morning Babilonia, regia di Paolo e Vittorio Taviani (1987)
- Rorret, regia di Fulvio Wetzl (1988)
- Rosso di sera, regia di Beppe Cino (1989)
- Rebus, regia di Massimo Guglielmi (1989)
- Marrakech Express, regia di Gabriele Salvatores (1989)
- L'autostop, regia di Nikita Mikhalkov - mediometraggio (1990)
- Cattiva, regia di Carlo Lizzani (1991)
- Barocco, regia di Claudio Sestieri (1991)
- Vietato ai minori, regia di Maurizio Ponzi (1992)
- In viaggio verso est, regia di Beppe Cino (1992)
- Lia, rispondi, regia di José Quaglio (1992)
- Caccia alle mosche, regia di Angelo Longoni (1993)
- L'amore dopo, regia di Attilio Concari (1993)
- Una notte che piove, regia di Gianfranco Bullo (1994)
- Ravanello pallido, regia di Gianni Costantino (2001)
- La terra, regia di Sergio Rubini (2006)

### Televisione
- I ragazzi di celluloide, regia di Sergio Sollima – serie TV (1981)
- Il caso Murri, regia di Mario Ferrero – miniserie TV (1982)
- L'indizio - Cinque inchieste per un commissario – serie TV, episodio 1x01 (1982)
- Aquile, regia di Nini Salerno – serie TV (1990)
- Gli anni d'oro – serie TV (1992)
- L'ispettore anticrimine – serie TV, 6 episodi (1992)
- Assunta Spina, regia di Sandro Bolchi – miniserie TV (1992)
- Giochi pericolosi, regia di Alfredo Angeli – miniserie TV (2000)
- Prigioniere del cuore, regia di Alessandro Capone – miniserie TV (2000)
- Una lunga notte, regia di Ilaria Cirino – film TV (2001)
- Il giovane Casanova, regia di Giacomo Battiato – miniserie TV (2002)
- Padri, regia di Riccardo Donna – miniserie TV (2002)
- Distretto di Polizia – serie TV, (2006) – Cesare Carrano
- Il capo dei capi, regia di Enzo Monteleone e Alexis Sweet – miniserie TV (2007)
- Pompei, regia di Giulio Base – miniserie TV (2007)
- Mogli a pezzi, regia di Alessandro Benvenuti e Vincenzo Terracciano – miniserie TV (2008)
- Il commissario De Luca, regia di Antonio Frazzi – miniserie TV (2008)
- Intelligence - Servizi & segreti – serie TV, 6 episodi (2009)
- Il peccato e la vergogna – serie TV (2010)
- Né con te né senza di te, regia di Vincenzo Terracciano – miniserie TV (2012)
- L'onore e il rispetto – serie TV (2015)
- Il sistema, regia di Carmine Elia – miniserie TV (2016)

## Teatro

### Regista e attore
- Jazz per un massacro (Louis-Ferdinand Céline) (1991)
- La sonata a Kreutzer (Lev Tolstoj) (1995)
- Gastone (Ettore Petrolini) (2006)
- La strada (dal film di Federico Fellini) (2008)
- Musicanti (Massimo Venturiello e Tosca) (2009)
- Il borghese gentiluomo (Molière) (2011)
- Barberia, barba, capiddi e mandulinu (di Gianni Clementi) (2012)
- Il grande dittatore (dal film di Charlie Chaplin) (2015)
- Profumo di donna (dal film di Dino Risi) (2017)
- Antigone (Sofocle) (2019)

### Attore
- American buffalo (D. Mamet) (1983) regia di Franco Però
- La mandragola (N. Machiavelli) (1984) regia di Mario Scaccia
- Vero West  (S. Shepard) (1984) regia di Franco Però
- Jacques e il suo padrone (M. Kundera) (1988) regia di Luca Barbareschi
- Giacomo il prepotente (G. Manfridi) (1989) regia di Piero Maccarinelli
- La musica in fondo al mare (M. Confalone) (1991) regia di Giampiero Solari
- La notte poco prima della foresta (B. M. Koltès) (1993) regia di Giampiero Solari
- Timone d'Atene (W. Shakespeare) (1994) regia di Walter Pagliaro
- La rosa tatuata (T. Williams) (1996) regia di Gabriele Vacis
- Misery non deve morire (Stephen King) (1996) regia di Ugo Chiti
- Aiace (Sofocle e Ritsos) (1997) regia di Paolo Gazzara
- Masaniello (E. Porta e A. Pugliese) (1997) regia di Armando Pugliese
- Brancaleone (Antonaros) (1998) regia di Giampiero Solari
- Urfaust (W. Goethe) (1999) regia di Maurizio Scaparro
- Otello (W. Shakespeare) (1999) regia di Paolo Gazzara
- La festa delle donne (Aristofane) (2001) regia di Tonino Conte
- La bisbetica domata (W. Shakespeare) (2002) regia di Marco Carniti
- Macbeth (W. Shakespeare) (2003) regia di Gianni De Feudis
- Navigazioni (T. Conte) (2003) regia di Tonino Conte
- L'opera da tre soldi (B. Brecht) (2004) regia di Pietro Carriglio
- Piccoli crimini coniugali (E. Schmitt) (2005) regia Sergio Fantoni
- Agamennone (Eschilo) (2014) regia Luca De Fusco
- Elettra (Sofocle) (2016) regia Gabriele Lavia
- Misura per misura (W. Shakespeare) (2018) regia Paolo Valerio
- Spettri (H. Ibsen) (2019) regia Walter Pagliaro

## Doppiaggio

### Film
- Gary Oldman in Harry Potter e il prigioniero di Azkaban, Batman Begins, Harry Potter e il calice di fuoco, Harry Potter e l'Ordine della Fenice, Cappuccetto rosso sangue, Il potere dei soldi
- James Woods in Casinò, L'agguato - Ghosts from the Past
- Colin Firth in La ragazza con l'orecchino di perla
- Liam Neeson in Mission, I miserabili
- Gary Lewis in Billy Elliot, The Marvels
- Kurt Russell in Fuga da Los Angeles
- David Thewlis in Gangster n° 1
- Dennis Quaid in Dragonheart
- William Petersen in Vivere e morire a Los Angeles
- David Caruso in Jade
- Jeremy Northam in Gloria
- Bruce Willis in The Jackal
- Julian Sands in Camera con vista
- Thomas Kretschmann in La sindrome di Stendhal
- Enrico Lo Verso in Li chiamarono... briganti
- Giancarlo Esposito in Captain America: Brave New World

### Film d'animazione
- Ade in Hercules
- Benedict in Ricreazione - La scuola è finita

### Serie televisive
- Colin Firth in Nostromo
- Kitt in Supercar (2ª voce)

### Cartoni animati
- Ade in Hercules, House of Mouse - Il Topoclub
- 002 Jet Link in Cyborg 009

### Videogiochi
- Ade in Disney's Hercules[2]